# Lutter, Eichsfeld
Lutter là một đô thị thuộc huyện Eichsfeld in nước Đức. Đô thị này có diện tích 9,85 km², dân số thời điểm 31 tháng 12 năm 2006 là 733 người.